# 陈必武
陈必武，（1969年8月生），江苏省灌云县人，祖籍苏州阊门。1989年7月本科毕业于江苏省海州师范学校。
他是“未来教育”“全效课堂”的发起者和倡导者，主要研究方向是师生发展性评价研究、班主任研究、地方文化史研究、《红楼梦》研究、地方方言研究。散文《苏马湾》被收入中学语文教材。

## 履历
历任班主任、少先队大队辅导员、教导主任、副校长、校长等职。江苏省教育学会会员，江苏省小学语文教学专业委员会会员，江苏省中小学教师培训学会会员，连云港市历史文化研究会理事，连云港市诗词楹联协会理事，连云港市语言学会理事，连云港市作家协会会员，连云港市人民政府教育督导室督导专家，连云港市中级职称评审专家库成员，连云港市管理规范示范校评审专家库成员，连云港市“521”工程学术技术带头人，连云港市“333工程”首批名校长，连云区人民政府特聘专家。

## 主要著述
- 2008年6月由中国文联出版社出版《教师的幸福符号》
- 2010年7月由中国文联出版社出版《英伦书简——英国的教育与文化印象》

## 主要办学理念
```
努力延长学生的童年，做未来的教育，倡导全效课堂、品质课堂。
```